# Bistum Nevers
Das Bistum Nevers (lateinisch Dioecesis Nivernensis, französisch Diocèse de Nevers) ist eine in Frankreich gelegene römisch-katholische Diözese mit Sitz in Nevers.

## Geschichte
Das Bistum wurde im 4. Jahrhundert errichtet und dem Erzbistum Sens als Suffraganbistum unterstellt. Am 29. November 1801 wurde das Bistum Nevers aufgelöst und sein Gebiet wurde dem Erzbistum Bourges angegliedert, am 6. Oktober 1822 aber durch Papst Pius VII. mit der Apostolischen Konstitution Paternae charitatis restituiert. Am 16. Dezember 2002 wurde das Bistum Nevers dem Erzbistum Dijon als Suffragansitz unterstellt.
Ein Strafverfahren gegen den Diözesanbischof Thierry Brac de la Perrière, Kardinal Philippe Barbarin und Erzbischof Maurice Gardès wegen Vertuschung sexuellen Missbrauchs wurde am 7. Januar 2019 eröffnet.

## Einzelnachweise

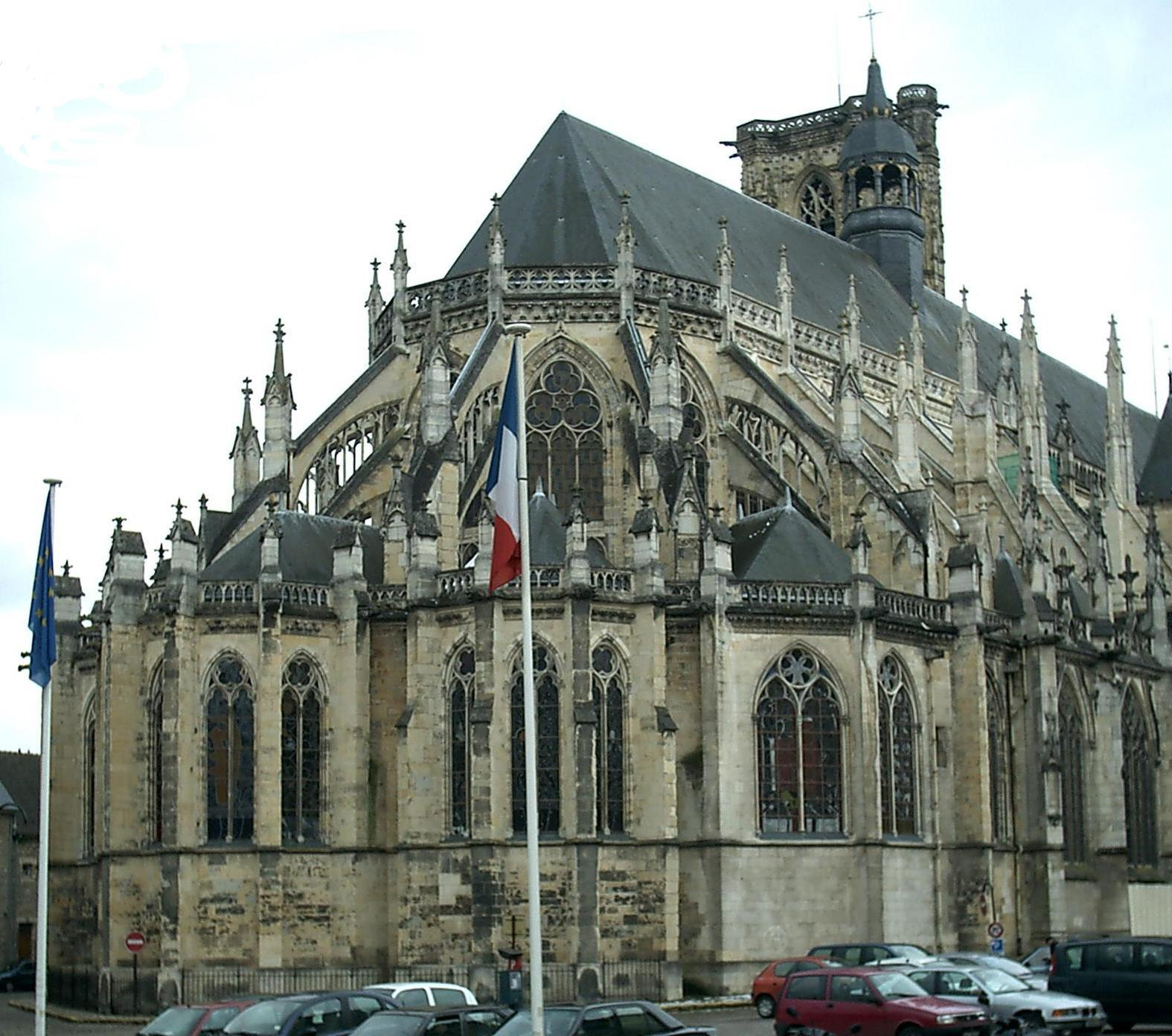
Kathedrale von Nevers, Chorhaupt